# Кастель-Кастанья
Кастель-Кастанья (итал. Castel Castagna) — коммуна в Италии, располагается в регионе Абруццо, в провинции Терамо.
Население составляет 540 человек (2008 г.), плотность населения составляет 32 чел./км². Занимает площадь 17 км². Почтовый индекс — 64030. Телефонный код — 0861.
Покровителем населённого пункта считается святой Пётр Веронский.

## Демография
Динамика населения:

## Администрация коммуны
- Официальный сайт: http://www.cmgransasso.it/castelcastagna/